# 伊藤守
伊藤 守（いとう まもる、1954年9月 - ）は、日本の社会学者。早稲田大学教育・総合科学学術院教授。専門は、社会学、メディア・スタディーズ。

## 来歴
山形県生まれ。1979年、法政大学社会学部卒業。1982年、同大学大学院社会科学研究科修士課程終了。1989年、同博士課程単位取得満期退学。1991年、札幌学院大学社会情報学部助教授、1994年同教授。1995年、新潟大学人文学部教授。2000年、早稲田大学教育学部教授。2008年から2018年まで、早稲田大学メディア・シティズンシップ研究所所長。2025年、定年退職。

## 著書

### 単著
- 『記憶・暴力・システム――メディア文化の政治学』（法政大学出版局, 2005年）
- 『テレビは原発事故をどう伝えたのか』（平凡社新書, 2012年）
- 『情動の権力――メディアと共振する身体』（せりか書房, 2013年）
- 『情動の社会学：ポストメディア時代における”ミクロ知覚”の探求』（青土社, 2017年）
- 『フェリックス・ガタリの思想: 生の内在性の哲学 』（青土社, 2024年）

### 共著
- （小林直毅）『情報社会とコミュニケーション』（福村出版, 1995年）
- （渡辺登・松井克浩・杉原名穂子）『デモクラシー・リフレクション――巻町住民投票の社会学』（リベルタ出版, 2005年）

### 編著
- 『メディア文化の権力作用』（せりか書房, 2002年）
- 『文化の実践、文化の研究――増殖するカルチュラル・スタディーズ』（せりか書房, 2004年）
- 『テレビニュースの社会学――マルチモダリティ分析の実践』（世界思想社, 2006年）
- 『よくわかるメディア・スタディーズ』（ミネルヴァ書房, 2009年）
- 『ドイツとの対話：〈3・11〉以降の社会と文化』
- 『コミュニケーション資本主義と「コモン」の探求 : ポスト・ヒューマン時代のメディア論』（東京大学出版会, 2019年）
- 『ポストメディア・セオリーズ : メディア研究の新展開』（ミネルヴァ書房, 2021年）
- 『メディア論の冒険者たち』（東京大学出版会, 2023年）

### 共編著
- （藤田真文）『テレビジョン・ポリフォニー――番組・視聴者分析の試み』（世界思想社, 1999年）
- （西垣通・正村俊之）『パラダイムとしての社会情報学』（早稲田大学出版部, 2003年）
- （小林宏一・正村俊之）『電子メディア文化の深層』（早稲田大学出版部, 2003年）
- （西垣通・正村俊之）『グローバル社会の情報論』（早稲田大学出版部, 2004年）
- （林利隆・正村俊之）『情報秩序の構築』（早稲田大学出版部, 2004年）
- （NHKエンタープライズ）『テレビの未来を拓く君たちへ』（NHK出版, 2011年）
- （アントニオ・ネグリ, 市田良彦, 伊藤守, 上野千鶴子, 大澤真幸, 姜尚中, 白井聡, 毛利嘉孝）『ネグリ、日本と向き合う』 （NHK出版, 2014年）
- （毛利嘉孝）『アフター・テレビジョン・スタディーズ』（せりか書房, 2014年）
- （ハラルド・マイヤー, 西山崇宏）『ドイツとの対話：〈3・11〉以降の社会と文化』 （せりか書房, 2018年）
- （岡井崇之）『ニュース空間の社会学――不安と危機をめぐる現代メディア論』（世界思想社, 2015年）

### 共訳書
- （田中義久・小林直毅 ）P・バーワイズ, A・エーレンバーグ『テレビ視聴の構造――多メディア時代の「受け手」像』（法政大学出版局, 1991年）
- （藤田真文・常木瑛生・吉岡至・小林直毅・高橋徹）J・フィスク『テレビジョンカルチャー――ポピュラー文化の政治学』（梓出版社, 1996年）
- （吉見俊哉・土橋臣吾）R・シルバーストーン『なぜメディア研究か――経験・テクスト・他者』（せりか書房, 2003年）